# Boubacar Diallo (Politiker)
Boubacar Ali Diallo (* 6. Februar 1906 in Niamey; † 11. Mai 1965 ebenda; auch Boubakar Diallo) war ein nigrischer Politiker.

## Leben
Boubacar Diallo war der traditionelle Herrscher von Lamordé bei Niamey und Generalsekretär der Association des Chefs Coutumiers du Niger, des Verbands der traditionellen Herrscher Nigers, die bis zur Unabhängigkeit des Landes 1960 Frankreich unterstanden. Diallo wurde bei den Wahlen zur Territorialversammlung von 1952 für die der französischen Verwaltung nahestehende Partei Union unabhängiger Nigrer und Sympathisanten (UNIS) als Abgeordneter in das Parlament Nigers gewählt. Diesem gehörte er bis zunächst bis 1957 an. Parallel wirkte er als Vertreter Nigers im Großen Rat von Französisch-Westafrika in Dakar. Das Verfassungsreferendum von 1958 ging zugunsten eines Verbleib Nigers bei Frankreich aus. Im Vorfeld hatte Boubacar Diallo neben Samna Maïzoumbou und Mouddour Zakara zu den traditionellen Herrschern gehört, die sich am meisten für Frankreich eingesetzt hatten.
Nach der Niedergang der UNIS wurde Diallo bei den Wahlen zur Territorialversammlung von 1958 für die inzwischen ebenfalls profranzösisch orientierte Nigrische Fortschrittspartei (PPN-RDA) erneut ins Parlament gewählt. In der von seinem neuen Parteifreund Hamani Diori nach den Wahlen gebildeten Regierung wirkte er von 1958 bis 1960 als Gesundheitsminister. Im PPN-RDA drängten in dieser Zeit die Parteijugend und die westlich gebildeten Staatsbediensteten die traditionellen Herrscher zunehmend an der Rand. Diallo lehnte deshalb die Expansion der Partei in seinem Herrschaftsgebiet Lamordé ab, was zu Spannungen im Kabinett führte.
Niger wurde 1960 unter der Führung des nunmehrigen Staatspräsidenten Hamani Diori durch einen Vertrag mit Frankreich unabhängig. Der PPN-RDA beherrschte das Land nun als Einheitspartei. Boubacar Diallo blieb Regierungsmitglied, zunächst als Justizminister und ab 1963 als Minister für Arbeit und öffentlichen Dienst. Zusätzlich wurde er Präsident des im April 1964 eingerichteten Sondergerichts für Staatssicherheit, das ab Juni 1964 mit den erweiterten Befugnissen eines Militärgerichts agierte. Das Gericht sollte sich mit geplanten Anschlägen und Putschversuchen befassen und war insbesondere gegen die verbotene Partei Sawaba gerichtet. Das Misstrauen der Staatsführung unter Hamani Diori ging bald über den Sawaba hinaus und erstreckte sich auch gegen Minister der eigenen Partei.
Boubacar Diallo gehörte neben Ikhia Zodi zu den ersten Opfern des angespannten politischen Klimas. Im September 1964 wurde er unter dem Vorwurf, Informationen über einen vergangenen Anschlagsplan zurückgehalten zu haben, aller Ämter enthoben. Zunächst unter Hausarrest gestellt, kam er im Dezember 1964 ins Gefängnis. Ein halbes Jahr später starb er an Fieber.